# Eugerda pannosa
Eugerda pannosa är en kräftdjursart som beskrevs av Robert Raymond Hessler 1970. Eugerda pannosa ingår i släktet Eugerda och familjen Desmosomatidae. Inga underarter finns listade i Catalogue of Life.